# 3e brigade motorisée du génie de la Garde
« 20e brigade motorisée du génie » et « 44e régiment de pontonniers de la Garde » redirigent ici. Pour les articles homonymes, voir 3e brigade, 20e brigade et 44e régiment.
La 3e brigade motorisée du génie de la Garde (russe : 3-я гвардейская моторизованная инженерная бригада) est une unité militaire soviétique de la Seconde Guerre mondiale, rattachée à la 4e armée de chars puis à la 4e armée de chars de la Garde. Elle continue d'exister après-guerre et prend le nom de 44e régiment de pontonniers de la Garde en 1957, subordonné à la 20e armée de la Garde (unité héritière de la 4e armée de chars). Devenu en 1992 un régiment de l'Armée de terre russe, l'unité forme en 2012 la 45e brigade du génie de la Garde qui conserve ses traditions.

## Historique
Elle est créée en août 1944 sous le nom de 20e brigade motorisée du génie (russe : 20-я моторизованная инженерная бригада) au sein du 1er front ukrainien. Elle est engagée pour la première fois lors de l'offensive Vistule-Oder en janvier 1945, où elle soutient les opérations de la 4e armée de chars. La brigade conçoit et entretient les routes nécessaires au ravitaillement de l'armée et construit et renforce des ponts sur la Czarna (pl). La brigade est récompensée le 19 février par l'ordre de Koutouzov, 2e classe.
Lorsque les forces soviétiques parviennent à établir une tête de pont sur la rive ouest de l'Oder, la brigade organise le passage du fleuve par les unités de la 4e armée de chars  de la 3e armée de la Garde et de la 13e armée, puis celui de la Bóbr par la 4e armée de chars lors de l'offensive de Basse-Silésie. Lors de l'offensive de Haute-Silésie lancée mi-mars, la brigade soutient cette même armée (renommée 4e armée de chars de la Garde en mars le 17 mars), notamment en déminant les champs de mines allemands ou en construisant des ponts pour le matériel lourd.
Le brigade reçoit l'ordre de Bogdan Khmelnitski, 2e classe, le 5 avril pour le franchissement de l'Oder et de la Bóbr, puis est élevée le 15 avril au statut d'unité de la Garde et prend le nom de 3e brigade motorisée du génie de la Garde.
Le 18 avril, la brigade assure le franchissement de la Spree par la 5e armée puis soutient l'assaut sur Berlin. La brigade est récompensée le 26 avril par l'ordre de l'Étoile rouge pour son action pendant les deux offensives de Silésie,.
La 3e brigade termine la guerre en participant à l'offensive de Prague avec la 4e armée de la Garde.
Pour sa participation aux batailles de Berlin et de Prague, la brigade est décorée de l'ordre d'Alexandre Nevski le 26 mai. Le 4 juin, la brigade reçoit le titre honorifique Berlinskaïa (russe : Берлинская).
En juin 1946, la brigade est réorganisée en 3e régiment de pontonniers de la Garde (russe : 3-й гвардейский понтонно-мостовой полк, littéralement 3e régiment de pontons et de ponts de la Garde) puis en novembre l'unité est renommée 3e bataillon de pontonniers de la Garde (russe : 3-й отдельный понтонно-мостовой батальон),, tandis que la 4e armée de chars de la Garde prend brièvement le nom de 4e division de chars de la Garde d'octobre 1946 à mars 1950. En mars 1950, l'unité-mère du bataillon de la Garde prend le nom de 4e armée mécanisée de la Garde, puis en avril 1957 est renommée 20e armée de la Garde du groupement des forces armées soviétiques en Allemagne. En mars 1957, le bataillon est à nouveau transformé en régiment de pontonniers et prend le nom de 44e régiment de pontonniers de la Garde (russe : 44-й гвардейский понтонно-мостовой полк, nouveau numéro d'unité militaire 98101). Le régiment est en garnison à Francfort-sur-l'Oder depuis 1947.
En février 1993, le régiment, qui a quitté la République démocratique allemande, s'installe à Nikolo-Ourioupino (ru) et passe sous le commandement du district militaire de Moscou,. En 1998, le régiment quitte Nikolo-Ourioupino et prend garnison à Mourom. Renommé 406e bataillon de pontonniers en juin 2001, elle devient en juin 2002 le 66e régiment de pontonniers de la Garde.
En septembre 2010, le district militaire de Moscou est dissous et le régiment passe sous le commandement du nouveau district militaire ouest,. Le 1er décembre 2012, le 66e régiment de pontonniers de la Garde fusionne avec le 45e régiment du génie de camouflage pour former la 45e brigade du génie de la Garde,.